# Hakan Bayraktar
Hakan Bayraktar (* 11. Februar 1976 in Samsun) ist ein türkischer ehemaliger Fußballspieler.

## Karriere
Bayraktar begann seine Karriere in der türkischen Süper Lig 2001 bei Fenerbahçe Istanbul, im Januar 2004 wechselte er für ein halbes Jahr zu Gaziantepspor. Nach einer Saison bei Akçaabat Sebatspor wechselte er zur Saison 2005/06 zu Sivasspor. Danach folgte der Wechsel zu Malatyaspor.
Seit der Saison 2011/12 ist er für den Süper-Lig-Aufsteiger Mersin İdman Yurdu aktiv. Zur Rückrunde der Spielzeit 2012/13 wurde Bayraktars Wechsel zu seinem vorherigen Verein Samsunspor verkündet. Dieser Wechsel kam später nicht zustande, sodass Bayraktar weiterhin für Mersin İY tätig war.
Zum Sommer 2013 wechselte er zum Zweitligisten Karşıyaka SK. Diesen Verein verließ er im Januar 2014 und beendete seine Karriere.